# Haboush Saleh
Haboush Saleh Habou Salbukh (Dubai, 13 luglio 1989) è un calciatore emiratino, centrocampista del Baniyas e della Nazionale di calcio degli Emirati Arabi Uniti.

## Carriera

### Club
Ha sempre giocato nel campionato emiratino.

### Nazionale
Ha esordito in Nazionale nel 2012.